# Предателство (проток)
Вижте пояснителната страница за други значения на Предателство.
Предателство (на руски: Измены; на японски: 野付水道) е проток в Тихи океан, отделящ островите Кунашир и Хокайдо. На север преминава в Кунаширския проток, а на юг - в Южнокурилския проток.
Дължината му е около 24 km, ширината е около 20 km, а максималната дълбочина е 22 m. Бреговете са предимно ниски и малко нарязани.
В протока се вливат реките Рикорда, Головина и Сенная. Средното ниво на прилива по бреговете на протока е 1 m. През зимните месеци замръзва.
Протокът е наречен в памет на пленяването на руския мореплавател Василий Головнин.
По бреговете му се намират селищата Головнино и Палтусово в Русия и Кимаки и Екитараусу в Япония. Протокът се намира в акваторията на Сахалинска област, Русия и Япония. Тук преминава морската граница между двете държави